# Карл Ангулемский
Карл Орлеанский (фр. Charles d’Orléans; 1459, Королевство Франция — 1 января 1496, Королевство Франция) — граф Ангулема с 1467 года. Второй сын графа Жана Ангулемского и Маргариты де Роган, отец французского короля Франциска I.

## Биография
О Карле известно мало. В 1467 году умер его отец (младший сын Людовика Орлеанского) и семилетний Карл унаследовал графство Ангулем. Регентами во время его малолетства были его мать из рода Роганов и Жан I де Ла Рошфуко.
В 1488 году регентша Франции Анна де Божё устроила брак Карла с Луизой Савойской, которая принесла в приданое тридцать пять тысяч ливров. Из-за участия в восстании в Бретани он жил в весьма стесненных обстоятельствах и этот союз был ему выгоден. В браке родилось двое детей. Кроме жены у Карла было несколько любовниц. По имени известны две из них — Антуанетта де Полиньяк и Жанна Конт, от которых у Карла родилось как минимум 3 дочери.
Основным местопребыванием Карла был Коньяк. Именно в нём родился будущий французский король Франциск I.
Карл неожиданно умер 1 января 1496 года в Шатонёф-ан-Ангумуа. Его тело похоронили в кафедральном соборе Ангулема рядом с родителями. Его владения унаследовал малолетний Франциск под регентством матери.

## Брак и дети
Жена: с 16 февраля 1488 (контракт) Луиза Савойская (11 сентября 1476 — 22 сентября 1531), дочь Филиппа II Безземельного, герцога Савойского, и Маргариты де Бурбон. Дети:
- Франциск I (12 сентября 1494 — 31 марта 1547), граф Ангулема с 1496, король Франции с 1515
- Маргарита Ангулемская (11 апреля 1492 — 21 декабря 1549), герцогиня Беррийская с 1517; 1-й муж: с 2 декабря 1509 Карл IV (2 сентября 1489 — 11 апреля 1525), герцог Алансона; 2-й муж: с 24 января 1527 Генрих II д’Альбре (18 апреля 1503 — 25 мая 1555), король Наварры

Также у Карла было несколько незаконнорождённых детей.
От Антуанетты де Полиньяк:
- Жанна (ум. после 1531/1538), легитимизирована в августе 1501, графиня де Бар-сюр-Сьен с 24 марта 1522; 1-й муж: с августа 1501 Жан Обин, сеньор де Маликорн; 2-й муж: Жан IV де Лонгви (ум. ок. 1520/1521]), барон де Паньи и де Мирабо-ан-Бургонь
- Мадлен (ок. 1475/1476 — 26 октября 1543), приоресса Пон-л’Аббе (Сентонж) в 1495, аббатиса Верхнего Брюйе (Шартр), аббатиса Сен-Осон (Ангулем) в 1496, аббатиса Фармутье в 1511, аббатиса Жуаре в 1515, аббатиса Фонтевро в 1517

От Жанны Ле Конт:
- Соверен (ум. 23 февраля 1551), легитимизирована в мае 1521; муж: с 10 февраля 1512 (контракт) Мишель III де Гальяр (ум. 4 июля 1535), сеньор де Шильи